# Mario Codermatz
Mario Codermatz (Trieste, 31 marzo 1914 – Passo Mardà, 22 marzo 1941) è stato un militare italiano, insignito della medaglia d'oro al valor militare alla memoria nel corso della seconda guerra mondiale.

## Biografia
Nacque a Trieste il 31 marzo 1914, figlio di Clemente e di Maria Struchel.  Iscrittosi alla facoltà di farmacia dell’Università di Padova, nel 1933 si arruolò volontario nel Regio Esercito in qualità di  Allievo ufficiale di complemento della specialità alpini e frequentò a Milano il corso allievi assieme all'amico Silvano Buffa.
Promosso sottotenente di complemento nel giugno del 1934, veniva assegnato per il servizio di prima nomina al 2º Reggimento alpini.
Trattenuto in servizio attivo, il 9 ottobre 1935 partì volontario per l'Africa Orientale in forza al battaglione alpini "Saluzzo"; passava poi temporaneamente al battaglione alpini "Trento" chiamato a rappresentare le truppe alpine nella colonna destinata a marciare sulla capitale dell'Etiopia, Addis Abeba.
Finito il conflitto italo-etiopico, passò, a domanda, nel Regio corpo truppe coloniali della Somalia italiana e con il XXXVII Battaglione coloniale partecipò alle grandi operazioni di polizia svoltesi nelle regioni del Galla e Sidamo e nell’Ancoberino, ottenendo anche un encomio solenne. Nel 1938 fu promosso al grado di tenente ed entrò in servizio permanente effettivo per merito di guerra.
Alla vigilia dell'entrata in guerra del Regno d'Italia, nel giugno 1940, fu assegnato al XX Battaglione coloniale, assumendo il comando della 2ª Compagnia. Il battaglione era allora al comando di Gennaro Sora, l'alpino del Polo Nord della spedizione del dirigibile Italia comandato dal generale Umberto Nobile.
Cadde in combattimento al Passo Mardà, in Somalia, il 22 marzo 1941, e per onorarne il coraggio fu decretata la concessione della medaglia al valor militare alla memoria.